# Тиам, Хали
Хали Тиам (фр. Khaly Iyane Thiam; 7 января 1994, Дакар) — сенегальский футболист, полузащитник венгерского клуба МТК.

## Биография
Летом 2012 года перешёл из «Дакара» в венгерский клуб «Ракоци». За два сезона в чемпионате Венгрии провёл 25 игр, забил 4 мяча, за вторую команду забил три мяча в 13 играх.
Перед сезоном 2014/15 перешёл в клуб МТК.
В 2016 году перешёл в «Чикаго Файр» на правах аренды на полгода.
Сезон продолжал в Турции в клубе «Газиантепспор».
18 августа 2017 года было объявлено, что Тиам на правах аренды перешёл в «Динамо» Москва до конца сезона.
Зимой 2018 года был взят в аренду до конца сезона болгарским клубом «Левски». Летом 2019 года клуб выкупил права на футболиста у МТК за 300 тыс. евро.